# ینگی اریق (شهرستان قره‌سو)
ینگی اریق (به لاتین: Jangy-Aryk) یک منطقهٔ مسکونی در قرقیزستان است که در شهرستان قره‌سو (قرقیزستان) واقع شده‌است. ینگی اریق ۵٬۹۸۶ نفر جمعیت دارد و ۹۵۰ متر بالاتر از سطح دریا واقع شده‌است.